# Стефаново (Добрицька область)
Сте́фаново (болг. Стефаново) — село в Добрицькій області Болгарії. Входить до складу общини Добричка.

## Населення
За даними перепису населення 2011 року у селі проживала 921 особа.
Національний склад населення села:
| Національність   | Кількість осіб | Відсоток |
| ---------------- | -------------- | -------- |
| болгари          | 439            | 53,3%    |
| турки            | 213            | 25,8%    |
| цигани           | 112            | 13,6%    |
| інша             | 11             | 1,3%     |
| не визначились   | 49             | 5,9%     |
| Всього відповіли | 824            |          |

Розподіл населення за віком у 2011 році:
Динаміка населення: